# Das Stacheltier: Das Gesellschaftsspiel – Eine unglaubliche Geschichte oder?
Das Stacheltier: Das Gesellschaftsspiel – eine unglaubliche Geschichte oder? ist ein in Schwarzweiß gedrehter deutscher satirischer Kurz-Spielfilm der Reihe Das Stacheltier aus dem DEFA-Studio für Spielfilme von Frank Beyer aus dem Jahr 1957.

## Handlung
Drei Gangster der ZEG (Zentrale Einbruchs-Gesellschaft) m.b.H. versuchen einen Tresor zu knacken. Den gefesselten Nachtwächter können sie am Auslösen des Alarms hindern, der anschließend jedoch durch das Öffnen der Tresortür ausgelöst wird, sodass sie ohne Beute durch ein Fenster fliehen müssen, was ihren Boss sehr erzürnt. Der Gangster Tommy macht auf eine alte Methode aufmerksam, jedoch Gangster Ricky empfiehlt eine neue Methode nach amerikanischen „Besatzerstil“ anzuwenden. Dazu verkleiden sie sich als amerikanische Soldaten und nehmen an einem Wohltätigkeitsbasar für moralische Wiederaufrüstung des Geheimrats von Lambert teil. Da den anwesenden Herrschaften die Veranstaltung zu langweilig ist, sind sie sofort mit dem Vorschlag für ein Gesellschaftsspiel einverstanden, bei dem alle Anwesenden ihre Wertsachen auf einen Tisch legen müssen, um den sie marschieren. Dann geht, mit der Bemerkung, dass das der Höhepunkt des Spieles wäre, das Licht aus. Nach Wiedereinschalten sind – zum Entsetzen der Gäste – die drei „Besatzer“ mit allem Schmuck und Geld verschwunden.

## Produktion
Der Schwarzweißfilm Das Stacheltier: Das Gesellschaftsspiel – eine unglaubliche Geschichte oder? lief ab dem 31. Dezember 1957 als Vorfilm in den Kinos der DDR. Für die Herstellung der Folge 105 war die Produktionsgruppe Stacheltier in den DEFA-Studios verantwortlich, das Szenarium stammt von Herbert Theuerkauf und Georg Honigmann.